# ヴィアリージ
ヴィアリージ（伊: Viarigi）は、イタリア共和国ピエモンテ州アスティ県にある、人口約900人の基礎自治体（コムーネ）。

## 地理

### 位置・広がり

#### 隣接コムーネ
隣接するコムーネは以下の通り。括弧内のALはアレッサンドリア県所属を示す。
- アルタヴィッラ・モンフェッラート (AL)
- フェリッツァーノ (AL)
- モンテマーニョ
- クアットルディオ (AL)
- レフランコーレ

#### 地震分類
イタリアの地震リスク階級 (it) では、4 に分類される
。

## 行政

### 分離集落
ヴィアリージには、以下の分離集落（フラツィオーネ）がある。
- Accorneri Valle, Accorneri Collina, Bertoglia, San Carlo, Pergatti Valle, Pergatti Collina, Pelosi, Oggeri, Marchetti, Arrobio